# Liste des compagnies aériennes à Macao
Voici une liste de compagnies aériennes qui ont un certificat d'opérateur aérien en cours de validité délivré par l'Autorité de l'aviation civile de Macao (Chinois , portugais : Autoridade de Aviação Civil).

## Compagnies aériennes régulières
| Compagnie aérienne | Compagnie aérienne (en chinois) | Image | OACI | IATA | Indicatif d'appel | Depuis |
| ------------------ | ------------------------------- | ----- | ---- | ---- | ----------------- | ------ |
| Air Macau          | 澳門 航空                       |       | AMU  | NX   | AIR MACAO         | 1994   |

## Compagnies aériennes charter
| Compagnie aérienne      | Compagnie aérienne (en chinois) | Image | OACI  | IATA  | Indicatif d'appel | Depuis |
| ----------------------- | ------------------------------- | ----- | ----- | ----- | ----------------- | ------ |
| Jet Asia                | 捷 亞 航空                      |       | N / A | N / A | N / A             | 1995   |
| Sky Shuttle Helicopters | 空中 快 線 直升機               |       | EMU   | 3E    | EAST ASIA         | 1997   |

## Voir également
- Liste des anciennes compagnies aériennes d'Asie - comprend les anciennes compagnies aériennes de Macao
- Liste des compagnies aériennes en Asie
- Liste des compagnies aériennes en Europe